# Ёлкин, Михаил Васильевич
Михаил Васильевич Ёлкин (1866 — не ранее 1919) — русский военачальник, генерал-майор.

## Биография
Михаил Ёлкин родился 9 августа 1866 года.
Из казаков войска Донского, общее образование получил в реальном училище. На службе с 1 сентября 1883 года, военное образование получил в Новочеркасском юнкерском училище.
Был участником Первой мировой войны — войсковой старшина 7-го Донского казачьего полка, награждён орденом Святого Георгия 4-й степени.
После Октябрьской революции участвовал в Гражданской войне на стороне Белой армии (Юг). Генерал-майор (28.7.1918).
На 1919 год Михаил Васильевич Ёлкин находился в городе Новочеркасске.
Дата и место смерти неизвестны.

## Награды
- Награждён орденом Св. Георгия 4-й степени (27 ноября 1915).
- Также награждён другими орденами Российской Империи.